# پادشاهی هونگ یو
پادشاهی هونگ یو (هانگول:흥요국، هانجا:興遼國۱۰۲۹–۱۰۳۰) توسط دائه یئون ریم تأسیس شد که هفتمین نسل از فرزندان دائه جویونگ (مؤسس سلسله بالهایی) به‌شمار می‌رفت.

## بنیان‌گذاری و سقوط
پادشاهی هونگ یو در زمانی که ژنرال دائه یئون ریم مردمان بالهایی را دور هم جمع نمود تأسیس شد. دائه یئون ریم پادشاهی هونگ یو را در ناحیه غربی قلمروهای سابق بالهایی تأسیس کرد. سقوط پادشاهی هونگ یو بسیار غم‌انگیز بود زیرا این پادشاهی به دست یک فرد خائن که از فرماندهان زیر دست دائه یئون ریم بود سقوط کرد. زمانی که لیائو به این پادشاهی حمله کرد و تلاش کرد تا قلمرو این پادشاهی را تصرف کند، تمامی قلعه‌ها تسلیم شدند به جز یکی از قلعه‌ها که علیه لیائو سر به مقاومت برداشت. درب‌های آخرین قلعه از داخل توسط فرمانده زیر دست دائه یئون ریم بر روی سپاهیان لیائو گشوده شد که باعث گردید این پادشاهی کم عمر سرانجام از بین برود. سرنوشت دائه یئون ریم و فرماندهان با وفایش نامعلوم می‌باشد.